# 王鸣岐 (1921年)
王鸣岐（1921年4月23日—2021年4月27日），男，浙江镇海人，中国肺科专家，重庆医科大学附属第一医院肺科（现呼吸内科）创始人。曾任重庆医学院副院长。